# Матавла
Матавла (баш. Мәтәүле) — деревня в Дуванском районе Республики Башкортостан Российской Федерации. Входит в состав Заимкинского сельсовета.
Находится на левом берегу реки Уфы.

## География

### Географическое положение
Расстояние до:
- районного центра (Месягутово): 111 км,
- центра сельсовета (Заимка): 4 км,
- ближайшей ж/д станции (Сулея): 186 км.

## Население
| 2002 | 2010 |
| ---- | ---- |
| 103  | ↘101 |

## Религия
В деревне есть мечеть.